# Дорохов, Александр Антонович
Александр Антонович Дорохов (7 (20) июня 1911 — 30 октября 1978) — советский футболист, вратарь, мастер спорта СССР, большую часть карьеры провёл в «Динамо» Тбилиси. По одному разу завоёвывал бронзовые и серебряные медали чемпионата СССР: в 1936 и 1939 годах соответственно. В 1933 году включён в список 33 лучших футболистов сезона в СССР. Считается одним из лучших вратарей в истории «Динамо» Тбилиси.

## Клубная карьера

### Ранние годы
По словам потомков футболиста, их род ведётся от Руфина Ивановича Дорохова (1801—1852), известного бретера, сына генерала И. С. Дорохова.
Родился 20 июня 1911 года в посёлке Сурами. Уже через два месяца родители переехали в Тбилиси, где поселились на Потийской улице, в районе Дидубе.
По словам Александра, его сверстники начинали соревноваться в футболе по территориальному признаку. Их главным противником была команда Боржомской улицы. В этой команде играли в дальнейшем известные футболисты братья Владимир и Михаил Бердзенишвили, будущие одноклубники Дорохова. Первой командой футболиста стала местная «Нитьфабрика». Как вспоминал сам Дорохов, изначально в распоряжении команды было два мяча, затем приобрели и майки. Пришла и первая победа в городском чемпионате 1926 года в четвёртой группе. Дорохов числился запасным нападающим и был доволен своим игровым амплуа. Два года спустя команда вступила в союз металлистов и вместе с первой командой «Металлиста» приняла участие в городском первенстве. Предстояло сыграть с первой и второй командами «Динамо». Однако вратарь «Металлиста» Михаил Зукакишвили не пришёл на игру. Дорохова, как запасного, одели в зелёный свитер Зукакишвили и поставили в ворота. Такой выбор объяснялся тем, что, кроме него, из полевых игроков на тренировках голкипером никто не стоял. Дорохов смог преодолеть стартовый закономерный страх, после первого взятого мяча он действовал уверенно. Матч закончился вничью — 2:2. А первая команда «Металлиста» победила динамовцев со счетом 5:1 и в общем зачёте стала чемпионом Тбилиси. В то время вторая команда «Металлиста» не особенно уступала в силе основной, и по окончании игры к Дорохову подошли капитан динамовцев Шота Шавгулидзе и тренер Ассир Гальперин и предложили перейти в «Динамо». «Металлист» в то время не имел своего поля. Дорохов, увидев в этом предложении возможность карьерного роста, согласился. Вместе с ним в «Динамо» перешёл Михаил Минаев.

### «Динамо Тбилиси»
В новой команде Дорохов обучался под руководством вратарей Николая Солонина и Александра Попкова. Играя во второй команде «Динамо», он одновременно вплоть до 1933 года работал слесарем на заводе имени Калинина. В самом начале 1930-х поучаствовал в турне, посетил такие города, как Баку, Махачкала, Грозный, Новороссийск, Сухуми. Команда провела 12 матчей: восемь побед, три ничьих, одно поражение.
Из Сухуми команду в оперативном порядке вызвали в Тбилиси. Причиной была победа московского «Пищевика» над двумя грузинскими командами. Победа была за тбилисцами — 5:3. При этом за «Пищевик» играли известные футболисты: братья Александр и Андрей Старостины, Станислав Леута, Пётр Исаков, вратарь Иван Филиппов.

### «Динамо» Иваново
В апреле 1933 года Дорохов переехал в Иваново-Вознесенск, в местное «Динамо» (ныне — «Текстильщик»). За ним последовали Андро Жордания и Николай Аникин. 2 мая им предстояло сыграть с уже знакомым московским «Пищевиком», который сменил название на «Дукат», за который играли представители сборных Москвы и СССР. Этот матч выиграли ивановцы, как и со сборной народных домов Турции — 7:4. До приезда в Иваново турки провели три контрольных матча со сборной Москвы (2:7), Ленинграда (3:3), сборной СССР (2:1). Все мячи турецкой сборной забил нападающий Вахаб, имевший опыт выступления в командах Англии и Франции. Каждый его мяч, отбитый Дороховым, вызывал восторг бомбардира, он вскидывал руку вверх и восклицал: «Гуд!»
После крупной победы ивановцев в ещё одном международном матче — со сборной рабочих Испании — 17:1 (гости также проиграли сборной Москвы — 0:12) газеты начали публиковать письма с предложением встретиться командам-победительницам в Москве. Дорохов был знаком со стилем игры московских футболистов, но гостевая игра против сборной была для него принципиально новым опытом, тем не менее его поддержал товарищ по команде, Жордания. После того памятного матча (3:3) Дорохов и Аникин вернулись в Тбилиси, оба стали играть в «Динамо».

### Возвращение в Тбилиси
В 1935 году Дорохов со сборной Закавказья участвовал в антифашистских играх в шведском Гётеборге, сборная победила в четырёх встречах рабочие команды Норвегии, Дании, Швеции (ещё три закончила вничью) и стала чемпионом Игр. Команда Дорохова также повысила уровень игры, быстро выдвинувшись в число лучших в стране, за что получила прозвище «южные уругвайцы». По возвращении из Скандинавии тбилисцы получили в распоряжение новый стадион с хорошим травяным газоном.
В 1933 году Дорохов стал третьим вратарём в списке 33 лучших футболистов СССР после харьковчанина А. Бабкина и киевлянина А. Идзковского.
Пик популярности Дорохова пришёлся на турне сборной Басконии по СССР 1937 года, в которой играли семь футболистов испанской сборной, участницы чемпионата мира 1934 года, испанцы тогда дошли до полуфинала. За год до этого в Испании началась гражданская война, и сборная басков совершила турне по ряду европейских стран с целью сбора денег для страны. В составе гостей играли выдающиеся футболисты: Регейро, Лангара, Ирарагорри — их приезд вызвал большой интерес в стране. Было принято решение играть против гостей не на уровне сборных, а клубных команд. Первым соперником басков стал московский «Локомотив» — обладатель кубка СССР 1936 года, команда крупно проиграла гостям 1:5. Московское «Динамо» также не смогло противостоять пиренейцам — 1:2.
Дорохов, как и Шавгулидзе, в срочном порядке был вызван в Москву. На совещании в Комитете по делам физкультуры и спорта при СНК СССР тбилисцы слушали старшего тренера Виктора Дубинина, на встрече прошёл разбор матчей с басками, главной задачей было сыграть против выдвинутых вперёд испанских форвардов.
В день матча сборной «Динамо», усиленной игроками из Ленинграда, Тбилиси и Киева была пасмурная погода, накрапывал дождь. В середине первого тайма он парировал два трудных мяча от Лангары и Горостиса. Однако в то время счёт уже был 4:0 в пользу басков.

Дорохов, участвовавший в трёх матчах грузинских футболистов с басками, вспоминал: 
Во время одной из атак басков Лангара, находясь в штрафной площадке, сильно пробил по воротам. Я беру мяч в верхнем углу, но при этом сильно ушиб спину и не сразу смог подняться. Вижу, ко мне мчится Лангара. Подумалось, хочет затолкнуть в ворота вместе с мячом. Вскочив, ложным приёмом избегаю столкновения и выбиваю мяч в поле. Лангара хлопает меня по плечу и громко произносит: «Самора, Самора!» Сравнение с легендарным испанским голкипером Рикардо Саморой для меня, молодого футболиста, было очень почётно и радостно.
Сам Дорохов лучшим в своей спортивной карьере называл кубковый матч с ЦДКА 1939 года. В 1/16 финала тбилисцы сошлись с батумским «Динамо» и победили со счётом 5:3. Затем команда отправилась в Москву. Дорохов на несколько дней отлучился со сборов. За день до матча выяснилось, что причиной отсутствия была свадьба футболиста. Однако за самовольное оставление сборов его вычеркнули с заявки на матч. Дорохов попросил прощения за свой поступок у капитана Шавгулидзе и главного тренера Михаила Бутусова. В конце концов, его вернули в заявку.
Дорохов играл весьма хорошо, армейцы атаковали два тайма. Вратарь бросался то в один угол ворот, то в другой, отбивая удары соперников. Григорий Федотов безуспешно пробивал с различных позиций. Федотов, основатель символического клуба бомбардиров, за карьеру не смог забить ни одного мяча в ворота Дорохова, который тщательно изучил удары армейского центрфорварда. Позже оба футболиста были приглашены участвовать в съёмке учебно-тренировочного фильма. Тбилисцы одержали победу 1:0.
Дорохов — один из героев другого памятного матча с ЦДКА, состоявшегося 18 ноября 1939 года в Тбилиси. Армейцы на финише чемпионата в случае ничьи гарантировали себе серебро, а динамовцы в случае победы опередили бы соперников и впервые в своей истории заняли столь высокое место. К перерыву москвичи вели со счётом 4:1. Однако тбилисцы не только отыгрались, но и вышли вперёд, итоговый счёт — 5:4. Незадолго до финального свистка Федотов принял пас и с угла вратарской площадки послал в ворота «мёртвый», казалось бы, мяч. Дорохов в шпагате преградил путь мячу, выбив его на угловой.
В 1940 году 28-летний вратарь, который был на пике спортивного мастерства и популярности, был отчислен из команды. Официальной версией было нарушение спортивного режима. Дорохов не любил комментировать эту ситуацию, но признался, что время от времени выпивал с болельщиками своей команды.

### Завершение карьеры
После тбилисского «Динамо» Дорохов выступал за тбилисский «Спартак», потом, следуя совету известного радиокомментатора, он переехал в Минск, играл за местное «Динамо» (дебютант класса «А»), провёл в клубе девять матчей. В послевоенные годы также играл «Стахановец» из Сталино (ныне — «Шахтёр» (Донецк)), а завершил карьеру в «Динамо» (Сухуми) в 1947 году. Затем стал тренером, работал с малоизвестными коллективами.

## Стиль игры
Изначально Дорохов выступал на позиции нападающего, но на тренировках иногда становился в ворота. Футболист сменил амплуа после того, как основной вратарь команды не смог прибыть на матч, а Дорохов успешно его заменил. Один из первых среди советских вратарей начал играть по всей штрафной площади. Отличался решительностью и смелостью действий, хорошей реакцией, самоотверженностью при выходах из ворот. По мнению некоторых грузинских футболистов, в частности Бориса Пайчадзе, Дорохов является лучшим голкипером в истории «Динамо Тбилиси». О футболисте хорошо отзывались не только отечественные коллеги, но и иностранные. Игрок сборной Басконии Исидро Лангара сравнивал Дорохова со знаменитым испанским вратарём Рикардо Саморой. Вратарь басков Грегорио Бласко, наблюдавший игру Дорохова в трёх матчах, хвалил ловкость и умелую игру на выходах Дорохова: 
Из всех советских вратарей больше всех мне нравится Дорохов, который особенно хорошо сыграл в первом тбилисском матче. Прекрасная хватка, реакция на мяч, своевременный выход из ворот в сочетании со свободной игрой в штрафной площадке – все эти качества отличного вратаря.

## Статистика
| Сезон*    | Клуб                 | Чемпионат   | Кубок      |
| --------- | -------------------- | ----------- | ---------- |
| 1936 (в)  | Динамо (Тбилиси)     | 6 (-4)      | -          |
| 1936 (о)  | Динамо (Тбилиси)     | 7 (-9)      | 8 (-12)    |
| 1937      | Динамо (Тбилиси)     | 16 (-24)    | 7 (-8)     |
| 1938      | Динамо (Тбилиси)     | 17 (-29)    | 5 (-8)     |
| 1939      | Динамо (Тбилиси)     | 17 (-27)    | 7 (-10)    |
| 1941      | Динамо (Минск)       | 9 (-16)     | -          |
| 1946      | Стахановец (Сталино) | 16 (-10)    | -          |
| 1928—1947 | Итого                | 87+ (-119+) | 27+ (-38+) |

* Сезоны, за которые нет статистических данных, пропущены

## Достижения
Чемпионат СССР:
- 1936 (осень): 3-е место
- 1939: 2-е место

Список 33 лучших футболистов сезона в СССР:
- 1933: 3-е место

## Личная жизнь
Дорохов женился в 1939 году, дочь Лилия Вашакидзе-Дорохова. Она стала педагогом английского языка и, проработав сорок лет в школе, получила звание ветерана труда. В 2010-х годах из семьи Дороховых в живых остались дочь Лилия, её племянница и внучка футболиста.
Скончался 30 октября 1978 года в Тбилиси.